# MSC Virtuosa
MSC Virtuosa è una nave da crociera che fa parte della classe Meraviglia-Plus di MSC Crociere. Costruita da Chantiers de l'Atlantique a Saint-Nazaire, in Francia, è la seconda nave della classe Meraviglia-Plus, nonché gemella di MSC Grandiosa e di MSC Euribia.
Inizialmente previsto per il debutto l'8 novembre 2020, la sua consegna e la sua entrata in servizio sono state ritardate a causa della pandemia di COVID-19. È stata consegnata a MSC Crociere il 1º febbraio 2021 e ha preso servizio il 20 maggio 2021.

## Caratteristiche
La MSC Virtuosa è una nave da crociera lunga 331 metri, larga 50 e alta 65 e può trasportare 6334 passeggeri e 1704 membri dell'equipaggio.
Come le gemelle anche questa nave ha una zona di prima classe denominata "MSC Yacht Club", con ponti e saloni riservati. 
MSC Virtuosa possiede l'MSC Starship Club con a bordo Rob, il primo barista umanoide presente in una nave da crociera.
Come MSC Grandiosa, MSC Virtuosa è dotata di un sistema di riduzione catalitica selettiva che aiuta a ridurre le emissioni di ossido di azoto dell'80%, insieme a un sistema di pulizia dei gas di scarico a circuito chiuso che riduce le emissioni di zolfo del 97%. La nave è anche in grado di funzionare attraverso l'alimentazione da terra (shorepower), che evita la necessità di tenere acceso il motore quando è attraccata nei porti attrezzati per questa tecnologia.

## Servizio
Il 1º febbraio 2016, MSC Crociere ha annunciato di aver ordinato due navi facenti parte della classe Meraviglia-Plus, evoluzione della classe Meraviglia.  Ogni nuova nave è stata progettata per essere più grande delle precedenti sorelle della classe Meraviglia, a 181.000 GT, con una capacità massima di poter ospitare 6334 passeggeri.
Il 14 giugno 2018, MSC Crociere ha celebrato il taglio della lamiera per la seconda nave della classe Meraviglia Plus e ha anche annunciato il suo nome, ovvero MSC Virtuosa, presso il cantiere Chantiers de l'Atlantique. La sua cerimonia della moneta è stata eseguita il 27 febbraio 2019. È stata varata il 29 novembre 2019 e trasferita in un bacino idrico per completare la costruzione.
MSC Virtuosa doveva essere originariamente consegnata nell'ottobre 2020 e avrebbe effettuato il suo viaggio inaugurale l'8 novembre 2020 da Genova. A causa della pandemia di COVID-19, si sono verificati ritardi nella costruzione nel cantiere navale e hanno rallentato l'avanzamento della costruzione della nave. La consegna è avvenuta il 1º febbraio 2021 con una tradizionale cerimonia della bandiera presso il cantiere Chantiers de l'Atlantique. Ed entra in servizio il 20 maggio 2021 salpando da Southampton.
MSC Virtuosa avrebbe dovuto iniziare a navigare itinerari settimanali nel Mediterraneo occidentale nell'autunno 2020. Tuttavia, a causa dei ritardi nella costruzione, MSC Grandiosa ha sostituito tutti gli itinerari programmati della nave durante la stagione invernale 2020-2021. È entrata in servizio il 20 maggio 2021 con una serie di crociere di tre e quattro notti da Southampton, prima di iniziare le crociere di sette notti intorno alle isole britanniche il 12 giugno con tre porti di imbarco in Inghilterra e Scozia.  Queste crociere farà rotta verso porti come Portland, Liverpool, Greenock e Belfast e sono esclusivamente per i residenti nel Regno Unito. Originariamente era prevista una crociera nel Nord Europa e nella regione baltica per la stagione primavera 2021, tuttavia queste crociere saranno invece gestite da MSC Seaview. Si ricollocherà a Dubai nell'autunno 2021, dove farà base per tutto l'inverno, navigando su itinerari di 7 giorni nel Golfo Persico verso Emirati Arabi Uniti, Qatar, Bahrain e Oman.

## Navi gemelle
- MSC Grandiosa
- MSC Euribia